# Ousmane Kaba
Pour les articles homonymes, voir Kaba.
Ousmane Kaba, né le 10 mai 1955 à Bamako, est un économiste et homme politique guinéen.
Député et plusieurs fois ministre, il est le fondateur de l'université Kofi-Annan de Guinée.

## Biographie

### Formation
Ousmane Kaba est titulaire d’une maîtrise en économie obtenue en 1980 à l’université d’Abidjan (Côte d'Ivoire). Il obtient ensuite en France un DEA en sciences économiques à l'université Paris II-Panthéon – Assas, puis passe sous la direction de Michelle de Mourgues (d) un doctorat d'État en sciences économiques dans la même université.

### Universitaire
Il enseigne l’économie dans plusieurs établissements notamment à l’université de Conakry et à l’Institut du FMI. Rejoignant le secteur privé, il met en place le lycée puis en 1999 l'université Kofi-Annan de Guinée.

### Fonctions et mandats politiques
De 1986 à 1992, il est conseiller du gouverneur et directeur des changes à la Banque centrale de la république de Guinée, puis coordonnateur du programme de réforme économique et financier de 1992 à 1995.
De 1996 à 1998, il est ministre de l’Économie, des Finances et du Plan, puis ministre du Plan et de la Coopération.
En 2009, il est nommé par le Conseil national pour la démocratie et le développement (CNDD), dirigé par le capitaine Moussa Dadis Camara vice-président du Comité chargé de superviser les audits et participe à la création de la Banque de développement agricole et minier (BADAM) à l'image de Banque nationale du crédit (BNDA) fermée en 1986, mais cette mise en marche de la structure ne tiendra que 2 ans avant de faire faillite en 2012,.
Il se présente aux élections présidentielles de 2010 (au deuxième tour il se rallie au professeur Alpha Condé du RPG Arc-en-ciel qui remportera les élections) et de 2020.
Entretemps, il est de 2011 à 2013 conseiller, ministre chargé du Bureau de la Stratégie à la Présidence de la République, avant d'être élu député de Kankan à l'assemble nationale où il préside la commission des affaires économiques et financières, du plan et de la coopération. Exclu en 2016 du Rassemblement du peuple de Guinée (RPG Arc-en-ciel) après avoir exprimé publiquement son désaccord avec le chef de l'État, il reste député jusqu'en 2019 avant de démissionner au lendemain de la prolongation du mandat des députés par décret présidentiel qui prépare le référendum constitutionnel guinéen de 2020.

## Partis politiques
- 20 mars 2010 : création du Parti libéral de l'unité et la solidarité (d) (PLUS), sous la bannière duquel Ousmane Kaba se présente à l'élection présidentielle guinéenne de 2010, mais ne remporte que 0,54 % des voix[10].
- 2013 : ralliement au Rassemblement du peuple de Guinée Arc-en-ciel (exclu en 2016)
- En 2017, il est président du Parti des démocrates pour l'espoir (PADES)
- 2020 : candidat à l'élection présidentielle, il arrive en 4e position avec 48 623 voix, soit 1,2 % des suffrages.

## Distinctions
- Consul honoraire du Pakistan en Guinée